# Periclina ciceronata
Periclina ciceronata är en fjärilsart som beskrevs av Charles Oberthür 1912. Periclina ciceronata ingår i släktet Periclina och familjen mätare. Inga underarter finns listade i Catalogue of Life.